# Joachim Otto Adolph von Bassewitz
Joachim Otto Adolph Graf von Bassewitz (* 5. März 1717 in Prebberede; † 30. Juni 1791 in Lübeck) war dänischer Politiker und Lübecker Domdechant.

## Leben
Er entstammte der alten mecklenburgischen Familie von Bassewitz. Sein Vater war Henning Friedrich Graf von Bassewitz, sein Bruder Carl Friedrich Graf von Bassewitz. In erster Ehe war er mit Henriette von Wuthenau, verwitwete von Oppen, in zweiter Ehe mit Ida von Sperling verheiratet. Die Ehen blieben kinderlos. Er besaß die Güter Wohrenstorf, Weitendorf und Horst. Hierzu schuf er das Gräflich von Bassewitzsche Familienseniorat (Wohrenstorf). Er war Königlich Dänischer Geheimrat, kurfürstlich Sächsischer Kammerherr und Rittmeister. Bassewitz war seit 1773 Ritter des Königlich Dänischen Danebrog Ordens.

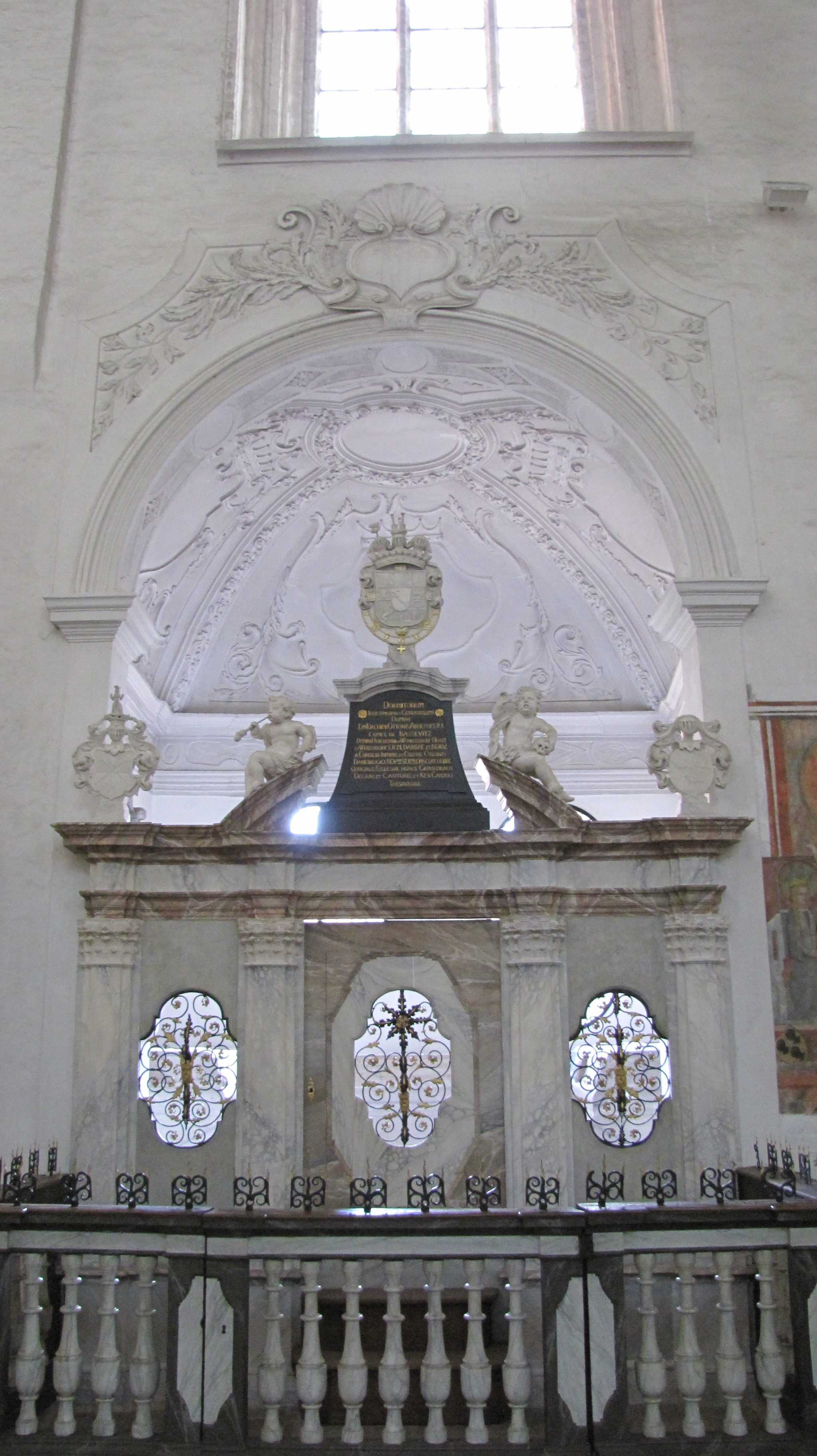
Bassewitz-Kapelle im Lübecker Dom

Ab 1733 studierte er in Rostock. Bereits 1729 war er Domherr zu Lübeck geworden, später wurde er Domdechant und Thesaurarius. 1787 erwarb er eine Grabkapelle im Lübecker Dom, in der er später bestattet wurde. In der Kapelle befinden sich drei Sandsteinsarkophage und zwei von dem Bildhauer Hieronymus Hassenberg gefertigte Memorialtafeln aus schwarzem Marmor. Über der lateinischen Portalinschrift befindet sich das Wappen der Grafen Bassewitz.
Seine Präbende ging an seinen Neffen Bernhard Friedrich von Bassewitz.